# 5 Broken Cameras
5 Broken Cameras è un documentario del 2011 diretto da Emad Burnat e Guy Davidi.
La pellicola è diretta a quattro mani da un regista palestinese, Burnat, ed uno israeliano, Davidi.

## Trama
Il contadino palestinese Emad, alla nascita di suo figlio Gibreel, acquista la sua prima videocamera. Nel villaggio di Bil'in è in costruzione una barriera di separazione e gli abitanti insorgono. Emad decide di improvvisarsi giornalista e filma la lotta per oltre cinque anni. Insieme alla riprese cresce anche suo figlio. In tutto utilizzerà cinque videocamere, andate via via distrutte dalla guerra e dai raid notturni.

## Riconoscimenti
Il film ha ricevuto una nomination ai Premi Oscar 2013 nella categoria miglior documentario.